# Grünalmbach
Der Grünalmbach ist ein Bach in der Gemeinde Hopfgarten in Defereggen (Bezirk Lienz).

## Verlauf
Der Grünalmbach entspringt an den westlichen Abhängen zwischen Greinspitze und Schneidegg in den Villgratner Bergen. Er fließt zunächst in westlicher Richtung hangabwärts und nimmt am Hangfuss linksseitig den Abfluss von Ochsensee, Mondsee und Schwarzsee auf. Der Grünalmbach fließt in der Folge nach Norden und durchfließt die Almwiesen der Ochsenalm und der Gumplaalm. Im Bereich der Gumplaalm mündet rechtsseitig der Weißenfeldbach ein, danach folgen die Almflächen von Innerbachalm und Außerbachalm. Im Unterlauf durchfließt der Grünbachalm eine bewaldete Schlucht, bevor er bei Dölach ins Schwarzachtal eintritt und linksseitig in die Schwarzach mündet.